# Школа св. Мартіна
Школа ім. Святого Мартіна — німецька церковна школа комплексу в садибі Кірхи св. Катерини.

## Історія
Починаючи з 1834 року, коли був відкритий університет і кількість членів громади постійно зростала, пастор Ейсманн намагався організувати церковну школу. 10 листопада 1852 школа була урочисто освячена і отримала назву школи св. Мартіна. У 1861 році громада приступила до нової задачі: будівництво власного шкільної будівлі. 13 червня 1862 був закладений фундамент цієї будівлі. Освячення проводив тодішній суперінтендент Ріхтер, який якраз був у Києві з візитацією. Будівництво шкільної будівлі змогло бути в липні 1864 року щасливо закінчено і в вересні 1864 року її вдалося відкрити, отримавши на це державний дозвіл.